# Daniel Gaisford
Daniel Gaisford (* 20. Jahrhundert) ist ein US-amerikanischer Cellist.

## Leben
Gaisford wuchs in Salt Lake City auf und war dort Schüler von Richard Hoyt und Gayle Smith. Er setzte seine Ausbildung der University of Southern California bei Gabor Rejto und Ronald Leonard und an der Juilliard School bei Harvey Shapiro und Channing Robbins fort. Er war Erster Cellist des Juilliard Symphony Orchestra und gewann den Ersten Preis bei der Shostakovich Cello Competition. Dies ermöglichte ihm sein Debütkonzert im Lincoln Center, wo er Schostakowitschs Zweites Cellokonzert spielte.
In der Folgezeit trat er als Solist u. a. mit den Sinfonieorchestern von Saint Louis, Seattle, Toronto und Montreal und unter der Leitung von Robert Spano, David Zinman und Hermann Michael auf und gab Konzerte als Recitalist und Kammermusiker u. a. in New York, San Francisco und Boston, Berlin, Rom und Tokio. Als Gast nahm er am Mostly Mozart Festival, am Chautauqua Festival, dem Caramoor Festival und dem Festival von Davos in der Schweiz, am Festival RomaEuropa, dem Festival of the Atlantic in New Jersey, dem Matrix Festival, dem Prince Albert Festival in Kauai, dem Aspen Music Festival und dem Vail Valley Music Festival in Colorado teil. 2001 nahm er Michael Herschs Erste Sonate für Cello solo auf, 2005 dessen ihm gewidmete Zweite Cellosonate. In der Saison 2015–16 gab er mit der Cellistin Jessika Soli 20 Konzerte als Rosin Cello Duo. In der Saison 2019–20 trat er u. a. mit Johann Sebastian Bachs Suiten für Solocello auf.

## Weblink
- Homepage von Daniel Gaisford